# Phlegra fulvotrilineata
Phlegra fulvotrilineata är en spindelart som först beskrevs av Lucas 1846.  Phlegra fulvotrilineata ingår i släktet Phlegra och familjen hoppspindlar. Inga underarter finns listade i Catalogue of Life.